# O-bi, O-ba - Koniec cywilizacji
Pour plus de détails, voir Fiche technique et Distribution.
O-bi, O-ba - Koniec cywilizacji est un film polonais réalisé par Piotr Szulkin, sorti en 1985.

## Synopsis
À la suite d'une apocalypse nucléaire, les derniers survivants de l'humanité sont contraints d'errer sans but dans un bunker souterrain en attendant l'arrivée de l'Arche chargée de venir les sauver. Cependant, le bunker tombe en ruine et l'Arche ne semble être d'un mythe auquel se raccrochent à la fois la population et l'élite dirigeante. 

## Fiche technique
- Titre : O-bi, O-ba - Koniec cywilizacji
- Réalisation : Piotr Szulkin
- Scénario : Piotr Szulkin
- Musique : Jerzy Satanowski
- Photographie : Witold Sobociński
- Montage : Elzbieta Kurkowska
- Société de production : Zespol Filmowy Perspektywa
- Pays :  Pologne
- Genre : Drame, science-fiction
- Durée : 88 minutes
- Dates de sortie : 
  -  Pologne : 28 janvier 1985

## Distribution
- Jerzy Stuhr : Soft
- Krystyna Janda : Gea
- Kalina Jędrusik : la femme du Millionaire
- Mariusz Dmochowski : le Millionaire
- Marek Walczewski : le patron de Soft
- Jan Nowicki : l'ingénieur
- Henryk Bista : Chubby

## Distinctions
Le film a obtenu le prix des meilleurs décors au Festival du film polonais de Gdynia 1985.